# Silene fernandezii
Silene fernandezii Jeanm. – gatunek rośliny z rodziny goździkowatych (Caryophyllaceae Juss.). Występuje endemicznie w Andaluzji, w południowej części Hiszpanii, w paśmie górskim Malagueña, części łańcucha górskiego Gór Betyckich. 

## Morfologia
PokrójBylina o owłosionych pędach, dorastająca do 30–80 cm wysokości.
LiściePrawie lancetowate, eliptyczne lub liniowe. Wierzchołek jest spiczasty.
KwiatyZebrane w kwiatostanach. Kielich jest prawie dzbankowato stożkowy, mają 1,6–2,2 cm długości. Płatki są dwudzielne, mogą mieć barwę od białej po różowawą, mają 0,8–0,9 cm długości.
OwoceTorebki o jajowatym kształcie. Mają 5–6 mm długości.

## Biologia i ekologia
Występuje na skalistych zboczach i szczelinach skalnym, a także w lasach sosnowych na wysokości 700–1100 m n.p.m. Kwitnie od maja do czerwca.

## Ochrona
W Czerwonej księdze gatunków zagrożonych został zaliczony do kategorii EN – gatunków zagrożonych wyginięciem. Liczebność populacji wynosi około 800 osobników. Jest znacznie rozdrobniona na wiele subpopulacji zawierających tylko po kilka okazów. Liczebność populacji nadal ulega tendencji spadkowej przez co gatunek ten ulega ekstremalnym wahaniom.
Istnieje 13 potwierdzonych subpopulacji: 1 subpopulacja w górach Alpujata (171 osobników), 6 subpopulacji w "Serranía de Ronda" (215 osobników) oraz 6 subpopulacji w górach Bermeja (408 osobników).
Głównym zagrożeniem dla tego gatunku jest ciężka presja ze strony zwierząt roślinożernych. Innymi zagrożeniami są między innymi drogi otwarte dla ruchu kołowego, susze oraz pożary. Niektóre osobniki są eliminowane przez działanie leśników podczas zwalczania gąszczu.
Niektóre subpopulacje znajdują się wewnątrz obszarów chronionych. Gatunek jest również wymieniony w dyrektywie siedliskowej.